# Letadlová loď

Plánky letadlových lodí (rok 2013)

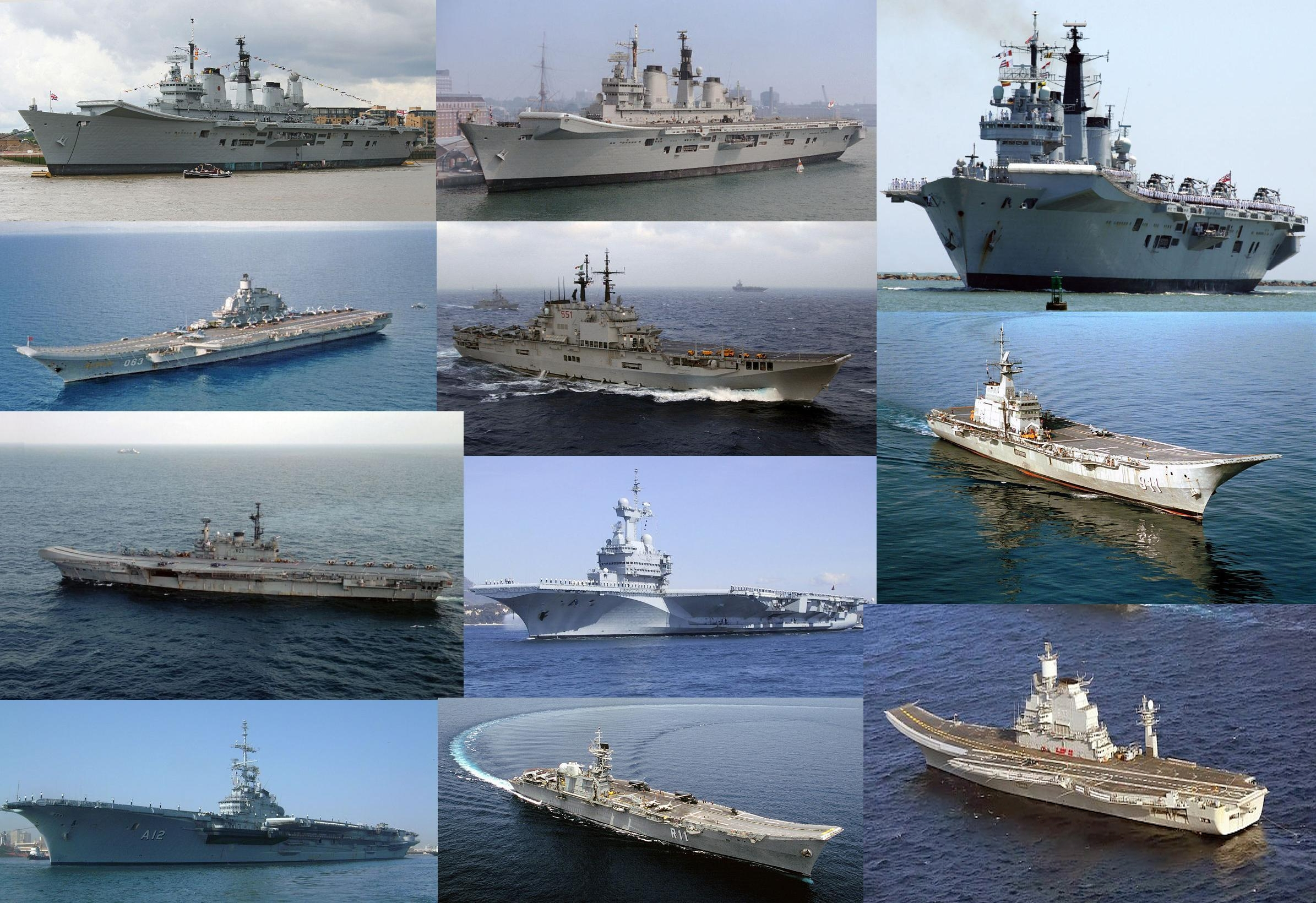
Letadlové lodě HMS Ark Royal (91), HMS Illustrious, HMS Invincible, Admiral Kuzněcov, Giuseppe Garibaldi, Chakri Naruebet, INS Viraat, Charles de Gaulle, São Paulo, SNS Principe de Asturias a Vikramaditya. (2007)

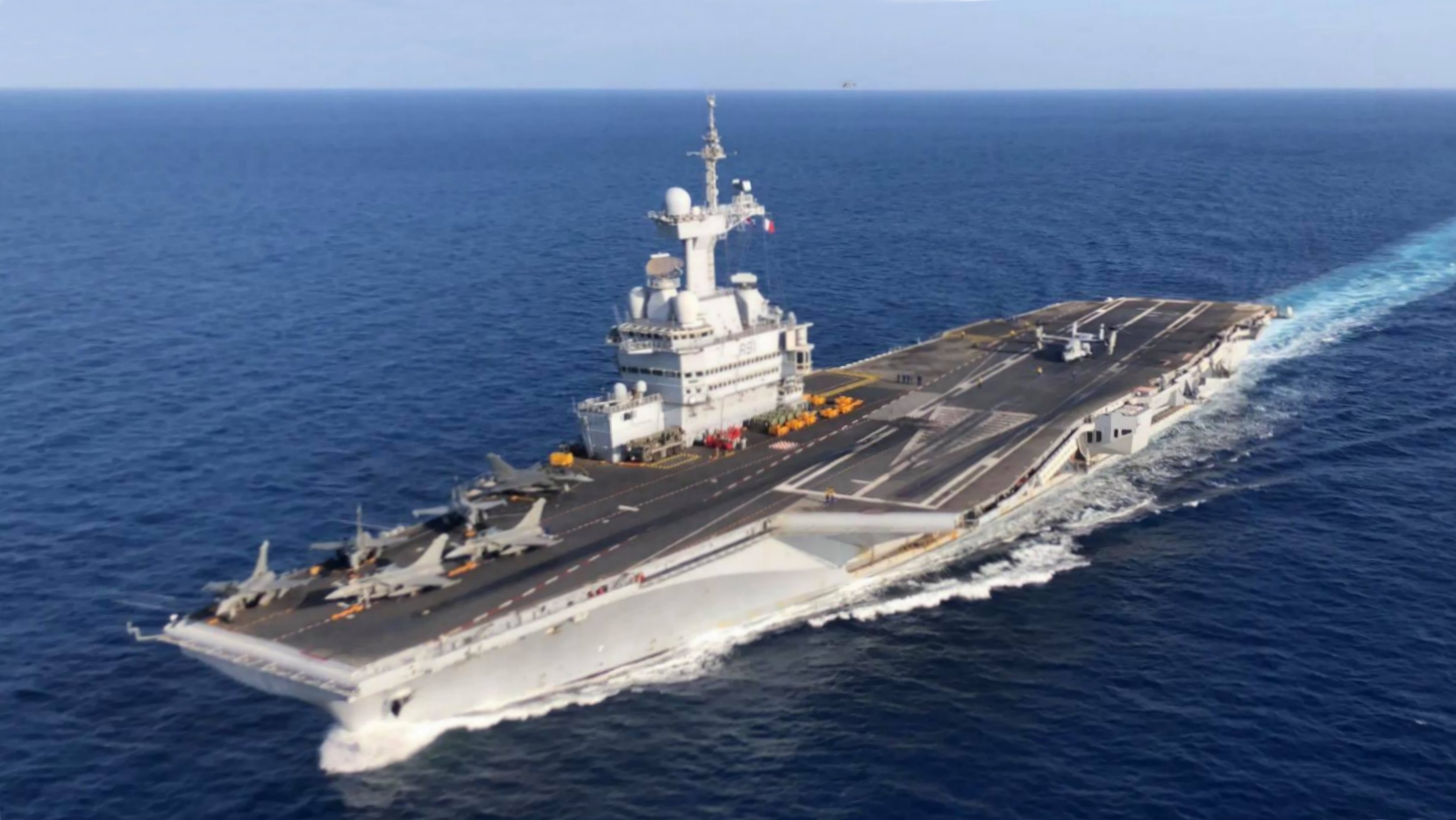
Letadlová loď Charles de Gaulle s jaderným pohonem v roce 2019

Letadlová loď je druh velké válečné lodě určené primárně pro provoz bojových letadel, tedy letounů a/nebo vrtulníků. Zajišťuje start i přistání letadel a slouží jako plovoucí letecká základna. První letadlové lodě se objevily během první světové války. Za druhé světové války převzaly od bitevních lodí pozici dominantní síly na moři a v současnosti představují největší válečná plavidla na světě s plným výtlakem překračujícím 100 000 tun (americké třídy Nimitz a Gerald R. Ford).

## Popis

Schéma leteckých operací na letadlové lodi s úhlovou palubou: zatímco letouny mohou startovat z příďových katapultů, vyosená dráha je volná pro přistání (které je někdy nutno opakovat)

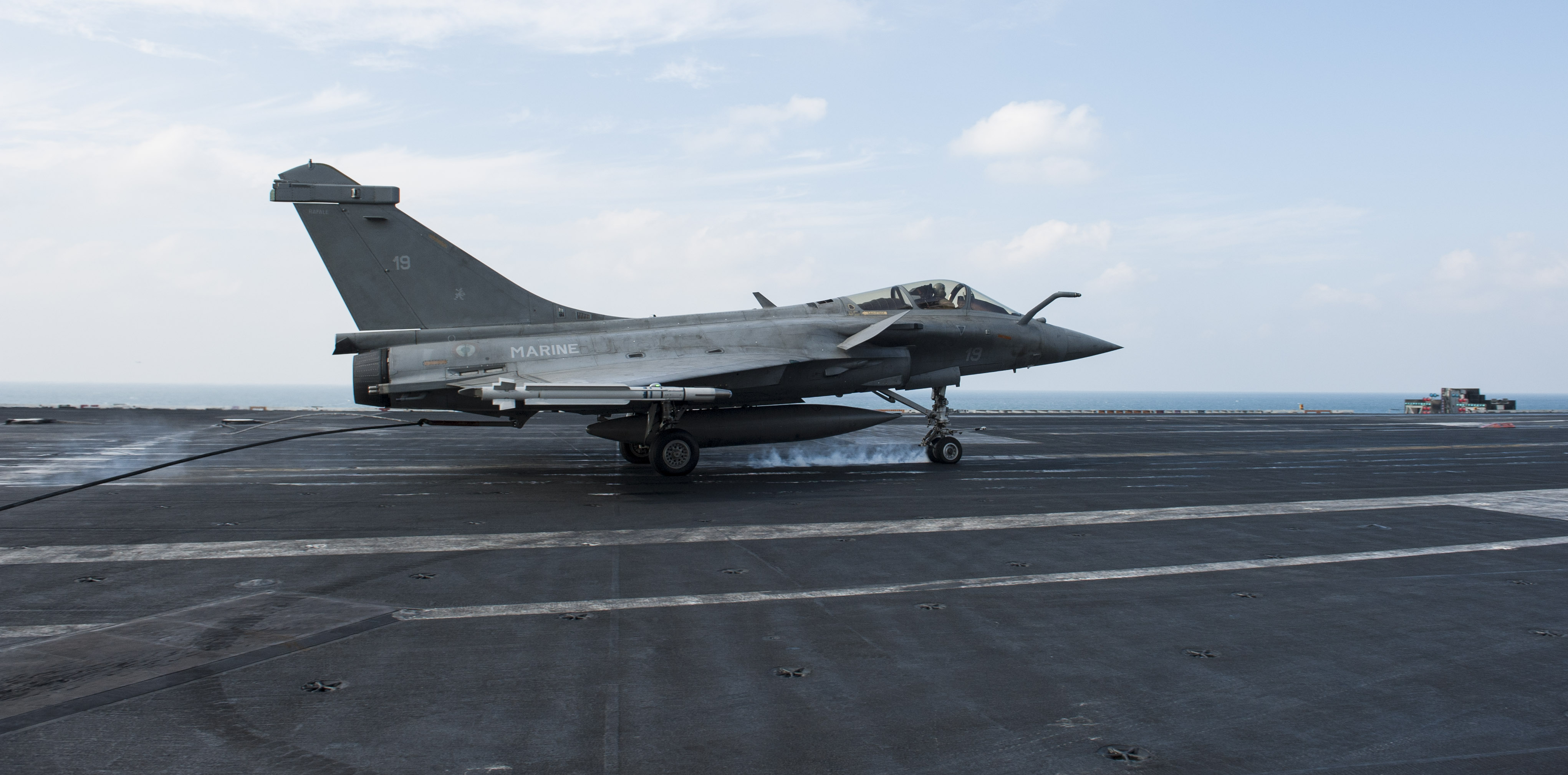
Zachycení brzdícího lana přistávacím hákem Rafale na USS Harry S. Truman

Letadlové lodě mají letovou palubu, která slouží jako plovoucí vzletová a přistávací dráha. Na současných letadlových lodích bývá část paluby vyosena a tato část slouží jako druhá dráha – tzv. úhlová paluba.
Ke startu těžkých letadel dnes slouží parou poháněné katapulty, které se na letadlových lodích objevily po druhé světové válce (parní katapult je, spolu s úhlovou palubou či zrcadlovou kontrolou během přistávání, poválečným britským vynálezem, který byl převzat i pro americké letadlové lodi) a se zvyšující se hmotností letounů se staly při startu nepostradatelnými. Zastavení letounu se děje pomocí systému brzdících lan. První letadlové lodě používaly britský systém podélně položených lan, o která se zachytily kotvičky na podvozku letadla a vzniklé tření letoun zastavilo. Tento systém se ale neosvědčil a byl v meziválečném období nahrazen řadou kolmo k podélné ose dráhy umístěných lan. Letadla byla vybavena přistávacím hákem, který se při přistání zachytí o lano a dojde k zastavení letounu. Letadla s kolmým přistáním a vrtulníky brzdící lana nepotřebují.
Pro případ nouzového přistání bývá na palubě ještě záchytná bariéra, která má zastavit přistávající letoun v případě, že se nezachytí o brzdící lana. A to i za cenu poškození letounu.
Na přídi se mohou nacházet větrolamy a deflektory.
Na palubě může být umístěna nástavba – takzvaný ostrov. Ten může obsahovat velitelskou věž, navigační můstek, řízení letového provozu a další. Může být spojen s komínem a většinou je umístěn na pravoboku. Jediné dvě letadlové lodě s můstkem na levoboku byly japonské Akagi a Hirjú. Letadlová loď s hladkopalubovým uspořádáním má můstek umístěn pod letovou palubou a komíny vyvedeny do boků, takže letounům nehrozí kolize s nástavbami.
Některé současné letadlové lodě mají na přídi místo katapultů jakousi rampu (skokanský můstek), která pomáhá letadlům s krátkou vzletovou dráhou (STOL) při vzletu.
Letadlové lodě bývají doprovázeny dalšími plavidly (hladinovými i ponorkami) a dohromady tvoří operační svaz lodí, což rozšiřuje schopnosti skupiny.

## Historie

### První světová válka

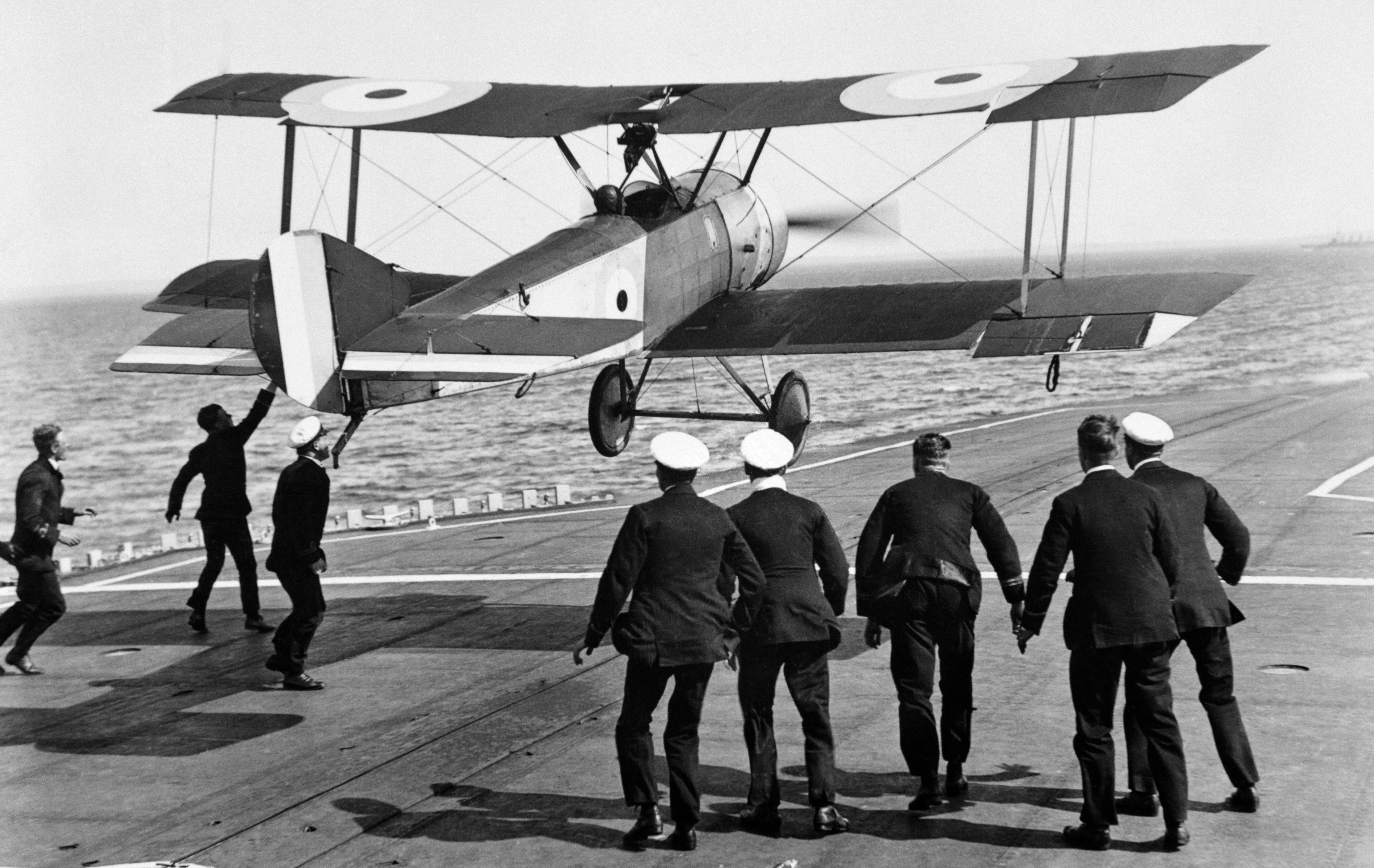
Squadron Leader Edwin H. Dunning přistává 2. srpna 1917 na HMS Furious

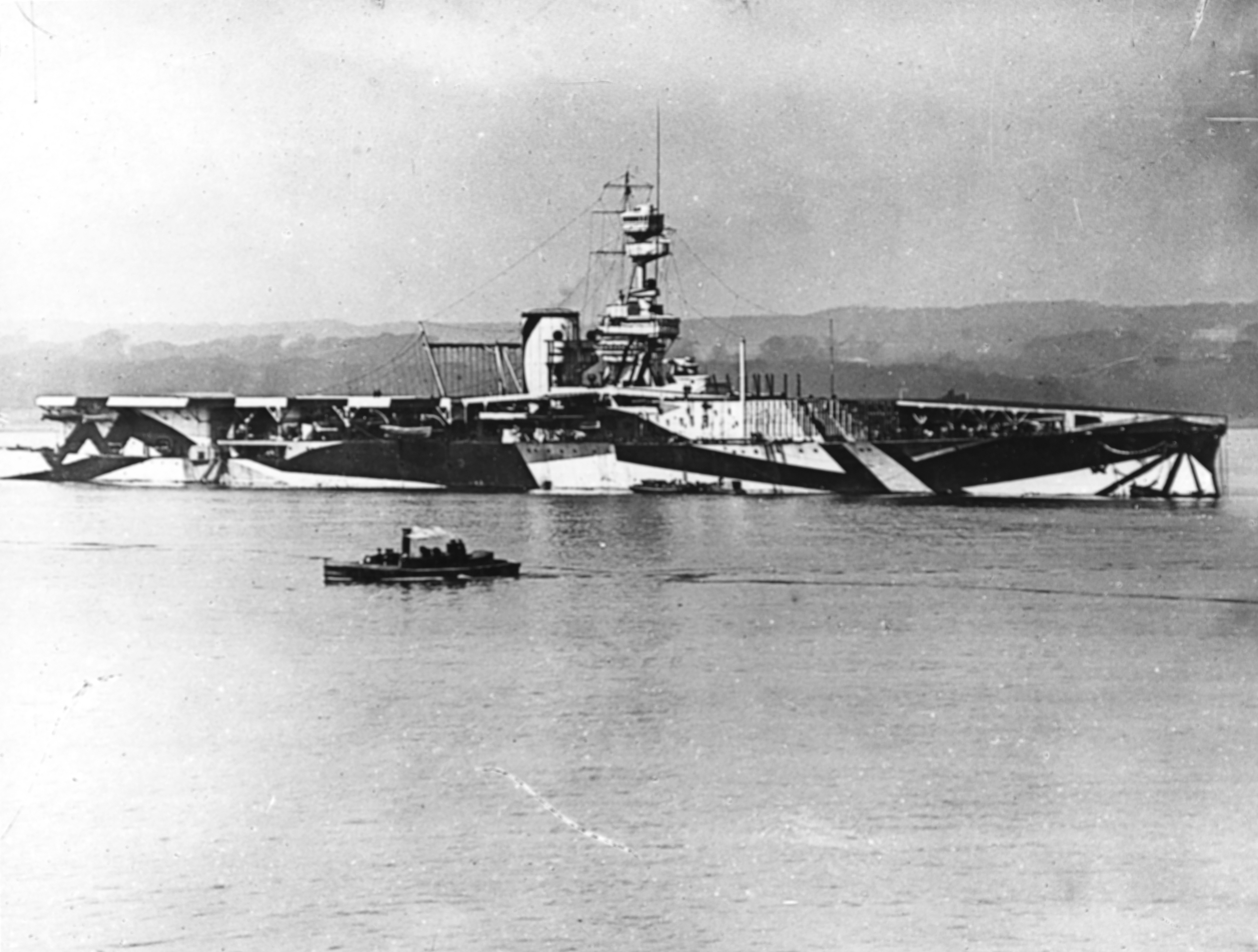
HMS Furious po přestavbě v roce 1918: nyní již s letovou plošinou na přídi sloužící ke startům a druhou plošinou na zádi sloužící k přistání. Před kolizí s nástavbami uprostřed chrání lanová bariéra za komínem

Během první světové války byl přestavěn britský křižník HMS Furious. Ještě během stavby byla na přídi zhotovena 49 metrů dlouhá dráha a v této podobě byla Furious dokončena v červenci 1917. Dne 2. srpna 1917 se uskutečnilo historicky první přistání letounu na plující lodi, když Squadron Leader (~ major) Edwin Harris Dunning přistál se svým Sopwith Pup (pravděpodobně N6453) na Furious. Po další přestavbě, která byla dokončena v březnu 1918, získala Furious přistávací plošinu na zádi. Stále ale ještě mezi zádí a přídí překážely nástavby s komínem. Dne 18. července byl z Furious proveden letecký útok na základnu Zeppelinů v Tondernu.

### Meziválečné období

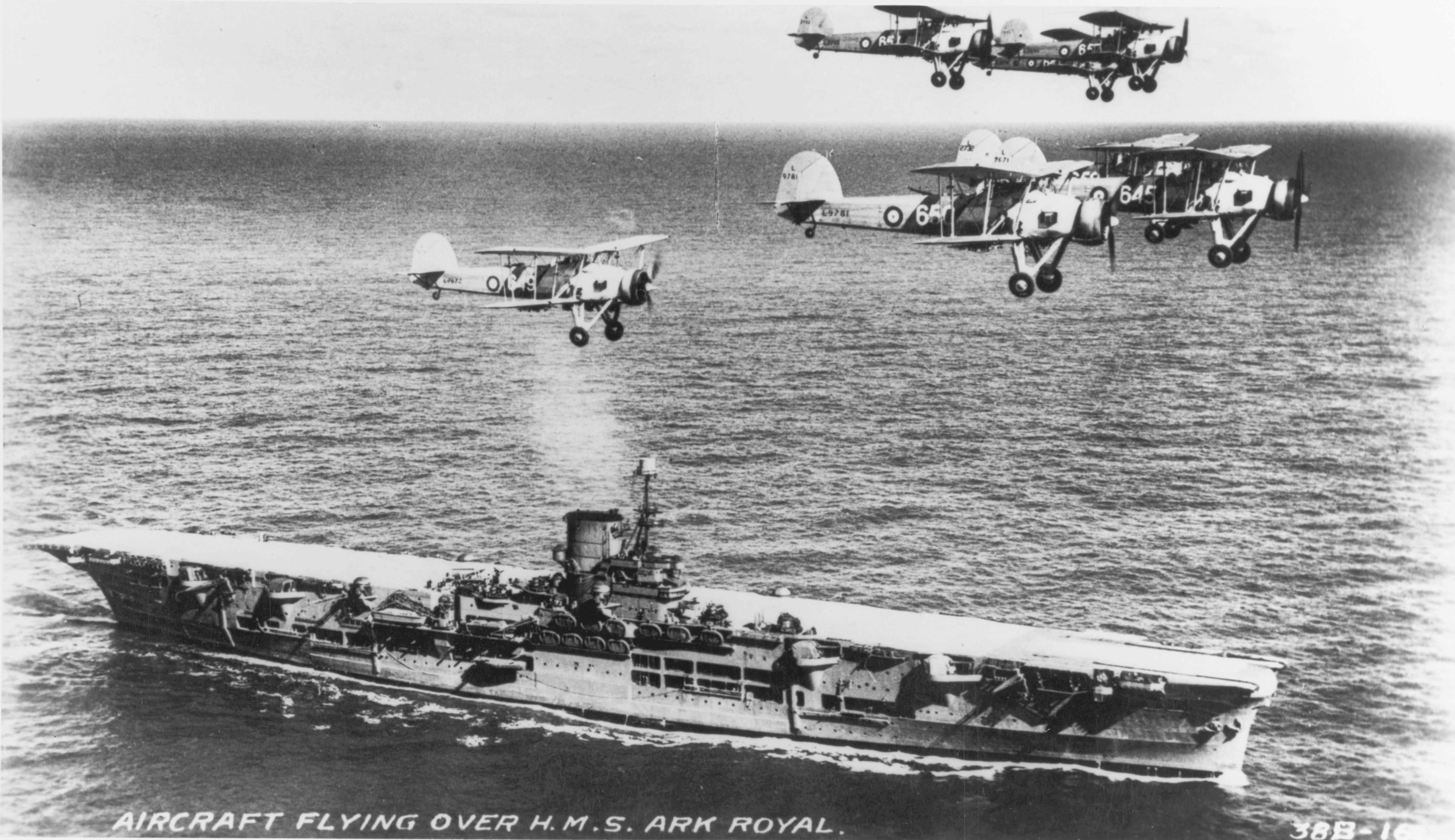
Britská HMS Ark Royal

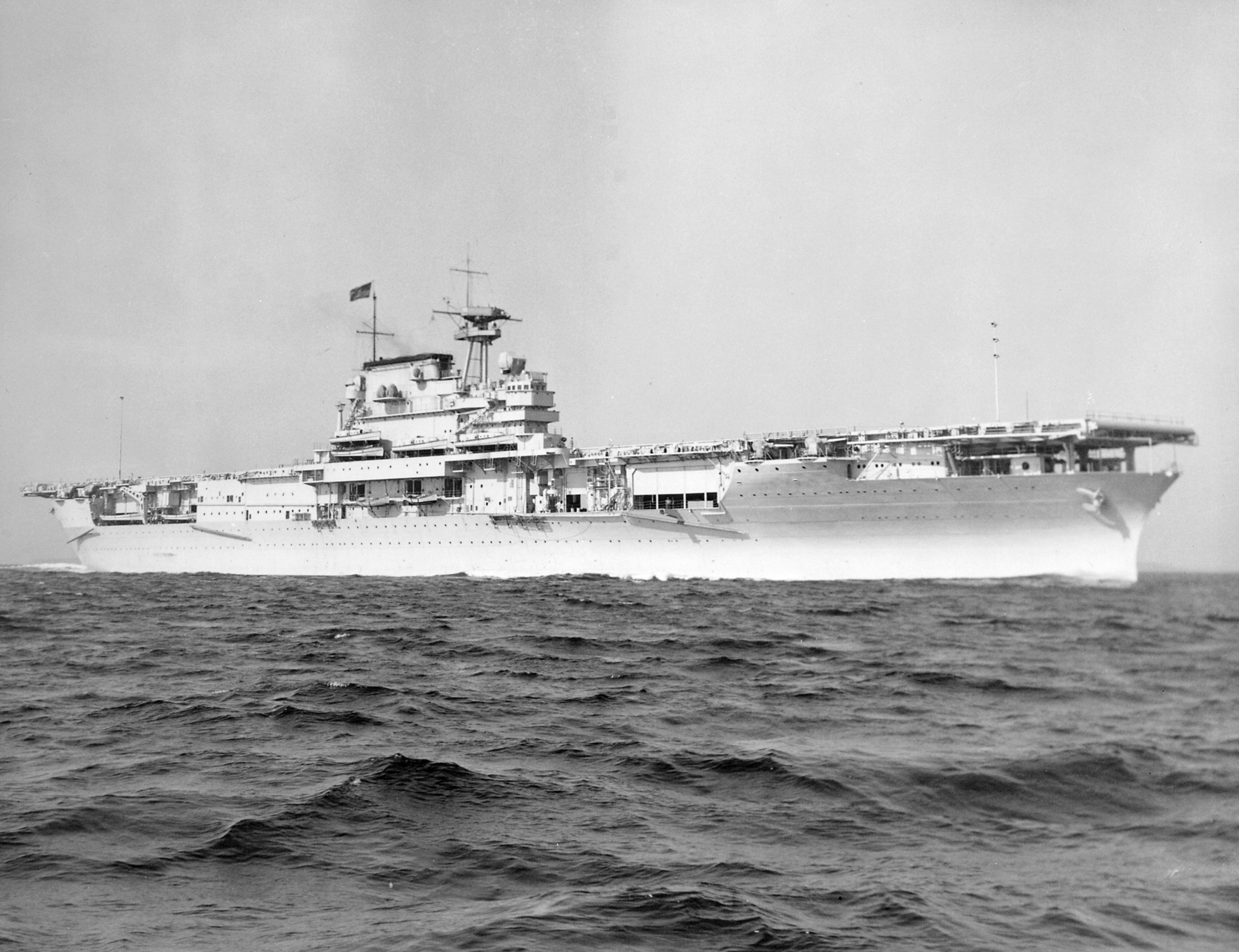
Americký USS Yorktown

V meziválečném období bylo postaveno několik dalších letadlových lodí pro Royal Navy, US Navy, Nihon Kaigun a Francouzské námořnictvo. Část z nich vznikla konverzí z jiných typů plavidel. Kvůli limitům na bitevní lodě a bitevní křižníky ustanoveným washingtonskou konferencí došlo k přestavbě několika bitevních lodí a bitevních křižníků na letadlové lodě. Američané tak získali USS Lexington a USS Saratoga, Japonci Akagi a Kaga, Britové HMS Glorious a HMS Courageous a Francouzi Béarn.
První loď, která byla od počátku navržena jako letadlová, byla HMS Hermes, ale první dokončenou lodí od počátku stavěnou jako letadlová byla japonská Hóšó.
V meziválečném období Američané, Britové a Japonci zvolili každý odlišnou strategii konstrukce a ochrany letadlových lodí.
- Britské řešení: uzavřené hangáry a pancéřová paluba, která zajišťovala lepší pasivní ochranu za cenu snížení hangáru a zmenšení počtu nesených letadel.[3]
- Japonské řešení: uzavřené hangáry a nepancéřovaná paluba, která umožnila zvětšit kapacitu hangáru a nést více letadel. Uzavřený hangár ale neumožňoval zahřívání motorů v hangáru
- Americké řešení: otevřené hangáry a nepancéřová paluba, rovněž větší kapacita nesených letadel na úkor pasivní ochrany. Otevřené hangáry umožňovaly zahřívat letecké motory již v podpalubí a zkrátit tak dobu mezi vyzdvižením letounu z hangáru a samotným startem, kdy letouny blokují letovou palubu. Bylo též možno v případě útoku veškerý nebezpečný materiál (například munici) hodit přes palubu rovnou z hangáru a eskortní plavidla mohla pomoci při hašení požárů.[3]

Strany budoucího konfliktu rovněž zvolily jiný přístup k navedení letadla na přistání. Zatímco na amerických a britských lodích měl navedení letounu na starosti LSO (Landing Signal Oficer ~ důstojník navádějící letadla na přistání), Japonci vyvinuli v roce 1932 světelný systém čakkan šidótó a pilot se na přistání podle něj naváděl sám.

### Druhá světová válka

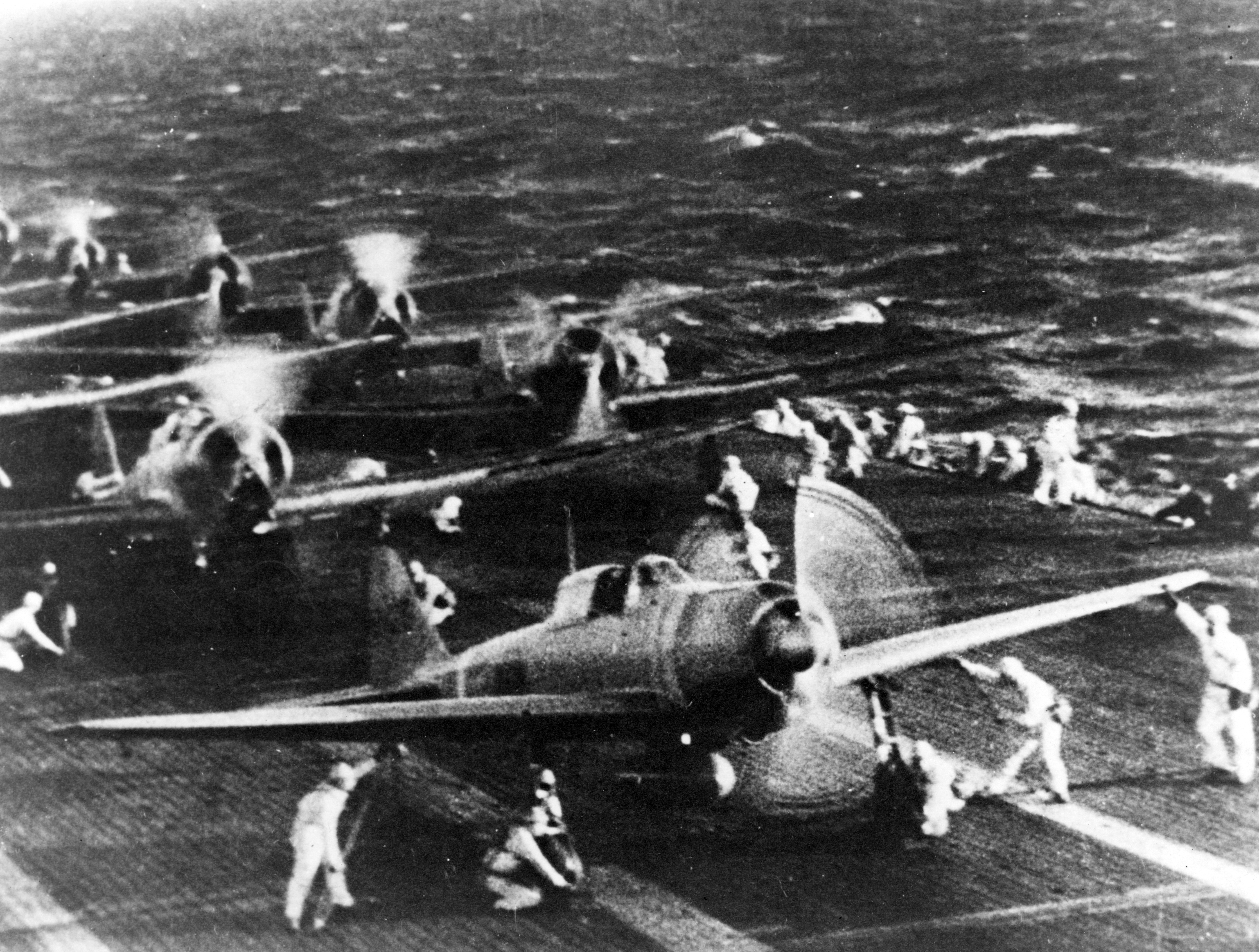
Japonská letadla před startem

Druhá světová válka byla přelomem ve zhodnocení významu letadlových lodí. Do té doby námořní mocnosti sázely hlavně na těžké bitevní lodě. Válka v Tichomoří však ukázala převahu letadlových lodí nad ostatními plavidly. Po útoku šesti japonských letadlových lodí na Pearl Harbor vstoupily USA do války. Samotný útok na Pearl Harbor byl pro Japonce sice úspěšný, ale všechny americké letadlové lodě se v den útoku nacházely mimo přístav, takže nebyly tímto nenadálým útokem vůbec nijak poškozeny. První velká námořní bitva, v níž proti sobě bojovaly skupiny letadlových lodí, proběhla v Korálovém moři. Při bitvě o Midway ztratili Japonci čtyři letadlové lodě, čímž byly jejich útočné možnosti ochromeny.
Během roku 1942 došlo v Pacifiku ještě k dalším dvěma velkým bitvám letadlových lodí: u východních Šalomounů a u Santa Cruz. Další bitvě letadlových lodí došlo až v roce 1944 ve Filipínském moři a poslední bitvou letadlových lodí byla bitva u mysu Engaño, kde už ale japonské letadlové lodě plnily hlavně roli návnady, aby odlákaly americké letadlové lodě od krytí výsadku u Leyte. Kromě těchto bitev se letadlové lodě (americké, japonské i britské) zúčastnily několika nájezdů na nepřítelem držená území, podpory vyloďovacích operací. Letouny operující z letadlových lodí se rovněž ukázaly jako účinná zbraň proti ponorkám.

### Studená válka
Sovětský svaz během studené války nejprve stavěl vrtulníkové křižníky a posléze letadlové křižníky, které kombinovaly funkci letadlové lodě a těžkou výzbroj křižníků.

## Současnost

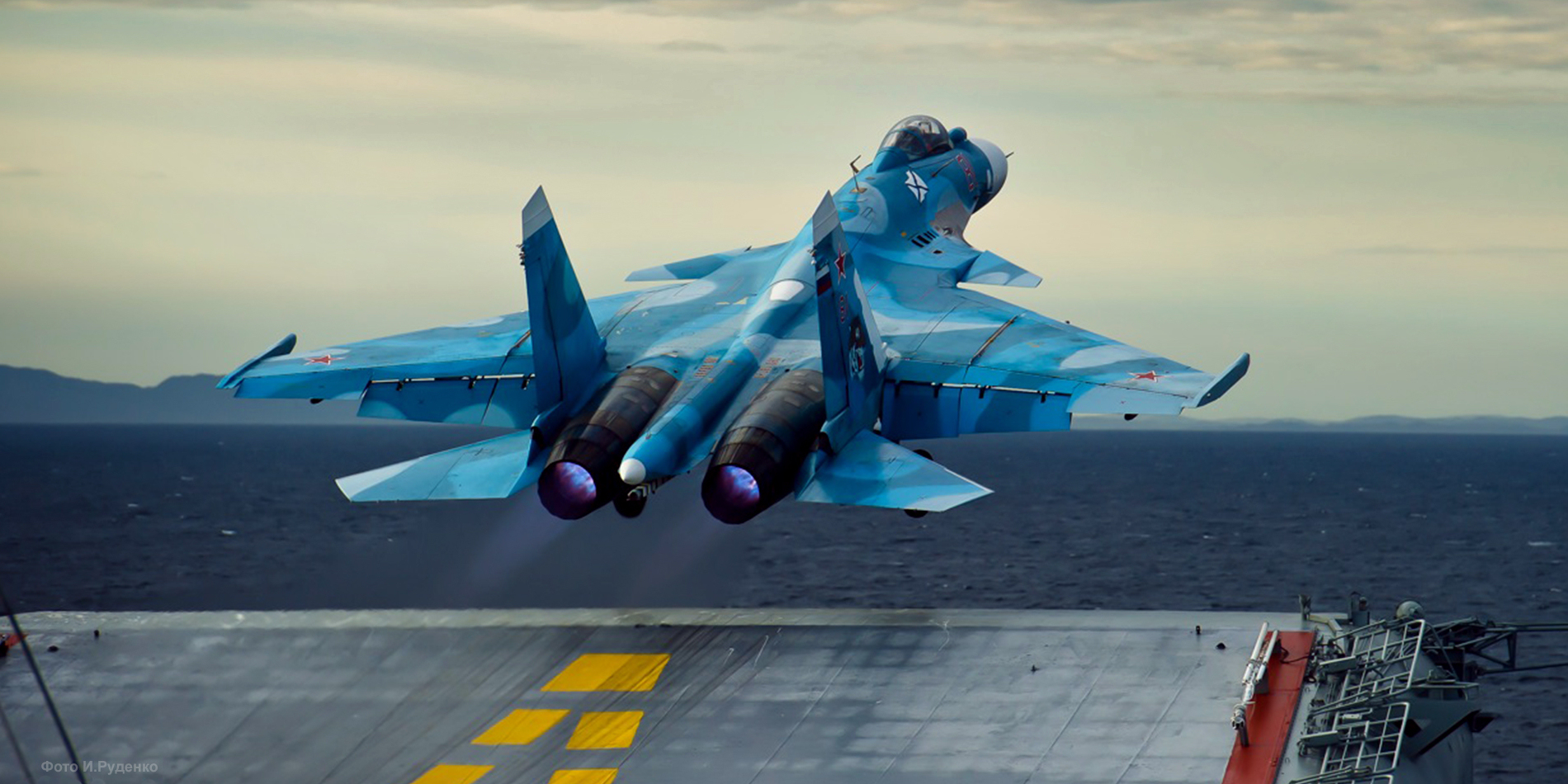
Su-33 startuje za pomoci „skokanského můstku“

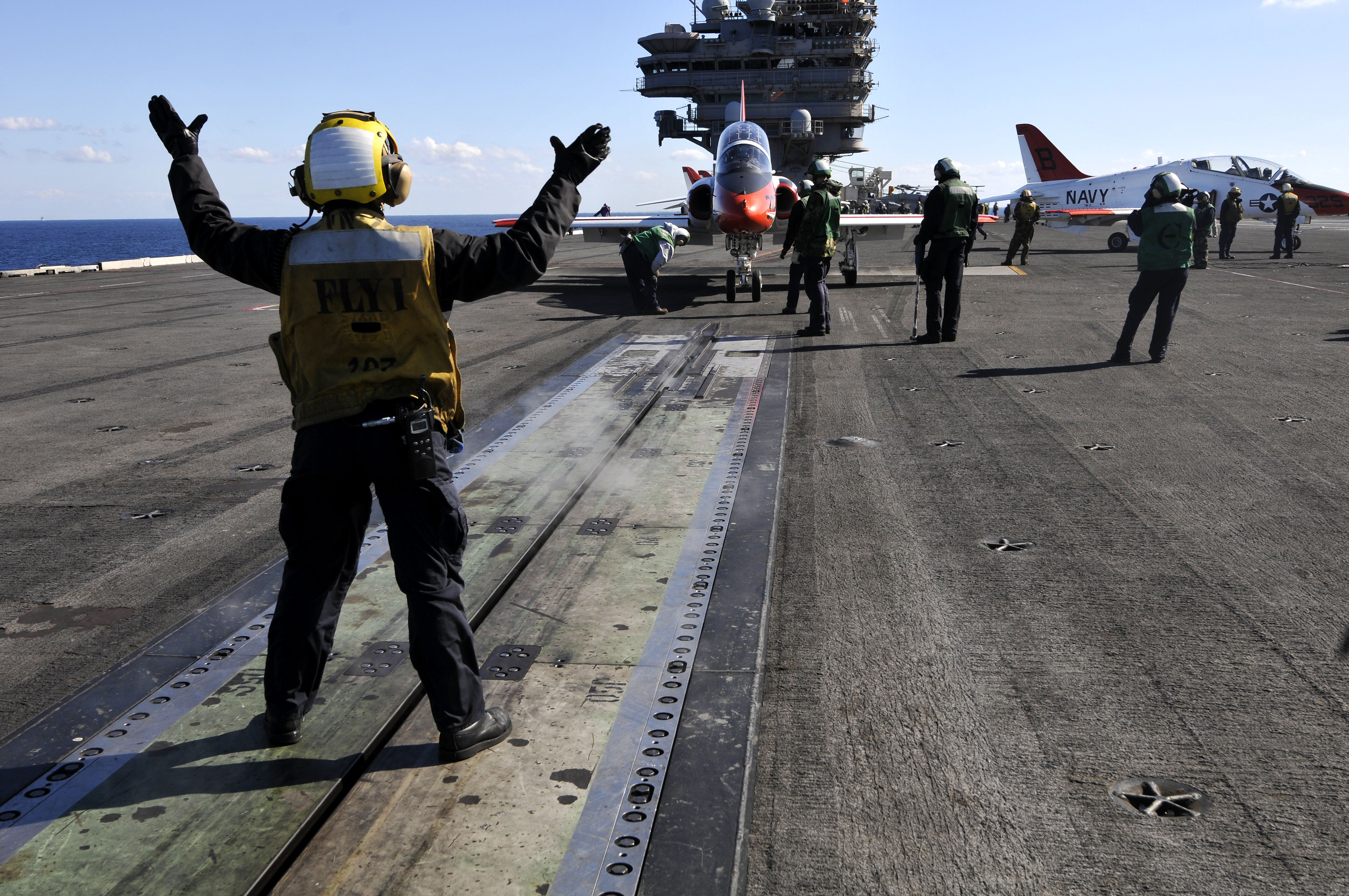
T-45 připravený ke startu na jednom ze čtyř parních katapultů USS Ronald Reagan

Největším počtem letadlových lodí disponují Spojené státy americké. V roce 2017 sloužilo v jejich námořnictvu 11 letadlových lodí, které mají výtlak kolem 100 000 tun, mají nukleární pohon a jsou schopny nést téměř 100 letadel a přes 4000 členů posádky. Dalšími typem schopným nést některá letadla jsou vrtulníkové výsadkové lodě, kterých má americké námořnictvo 9 kusů o výtlaku kolem 40 000 tun.
Dalšími zeměmi, které mají ve 21. století letadlové lodě, jsou Brazílie (1 ks), Čína (2 ks), Francie (1 ks + 3 ks vrtulníkových výsadkových lodí), Indie (1 ks), Itálie (2 ks), Rusko (1 ks), Španělsko (1 ks), Thajsko (1 ks), Spojené království (2 ks + 1 ks vrtulníkové výsadkové lodi) a Turecko (1 ks). Další dva státy disponují pouze vrtulníkovými výsadkovými loděmi: Japonsko (2 ks), Jižní Korea (1 ks). V případě Brazílie, Číny a Indie jde o starší plavidla zakoupená z Francie, Ruska a Spojeného království. Vcelku velkých letadlových lodí spíše ubývá, zejména proto, že jejich provoz je velmi nákladný.
Kromě USA, Francie, Spojeného království, Brazílie, Číny, Ruska a Indie, které mají velké letadlové lodě, jsou letadlové lodě ostatních států menší a jsou vybaveny jen letouny typu V/STOL, obvykle tedy jen vrtulníky, nebo kolmo startujícími Harriery (pokud je letová paluba ohnivzdorná).
Letadlové lodě Spojeného království, Číny, Ruska a Indie využívají pro usnadnění vzletu letounů skokanský můstek. Čína vyvíjí zcela nové letadlové lodě s konfigurací paluby CATOBAR, které by měly využívat elektrický katapult podobného principu jako EMALS.

## Letadlové lodě jednotlivých států
Argentina
- Vyřazené letadlové lodě:
  - ARA Independencia (V-1)
  - ARA Veinticinco de Mayo (V-2)

Austrálie
- Vyřazené letadlové lodě:
  - HMAS Vengeance
  - HMAS Sydney (R17)
  - HMAS Melbourne (R21)

Brazílie
- Letadlové lodě ve službě:

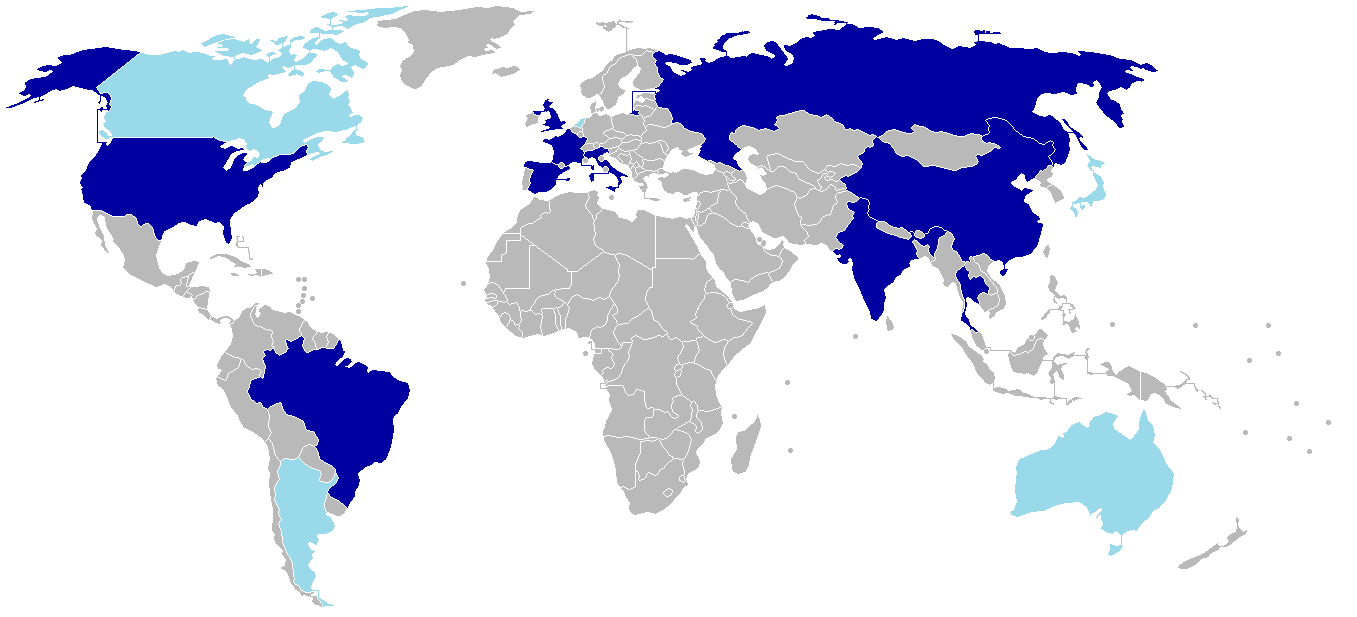
Země užívající letadlové lodě
Státy které v současnosti disponují letadlovými loděmi
Státy které v minulosti disponovaly letadlovými loděmi

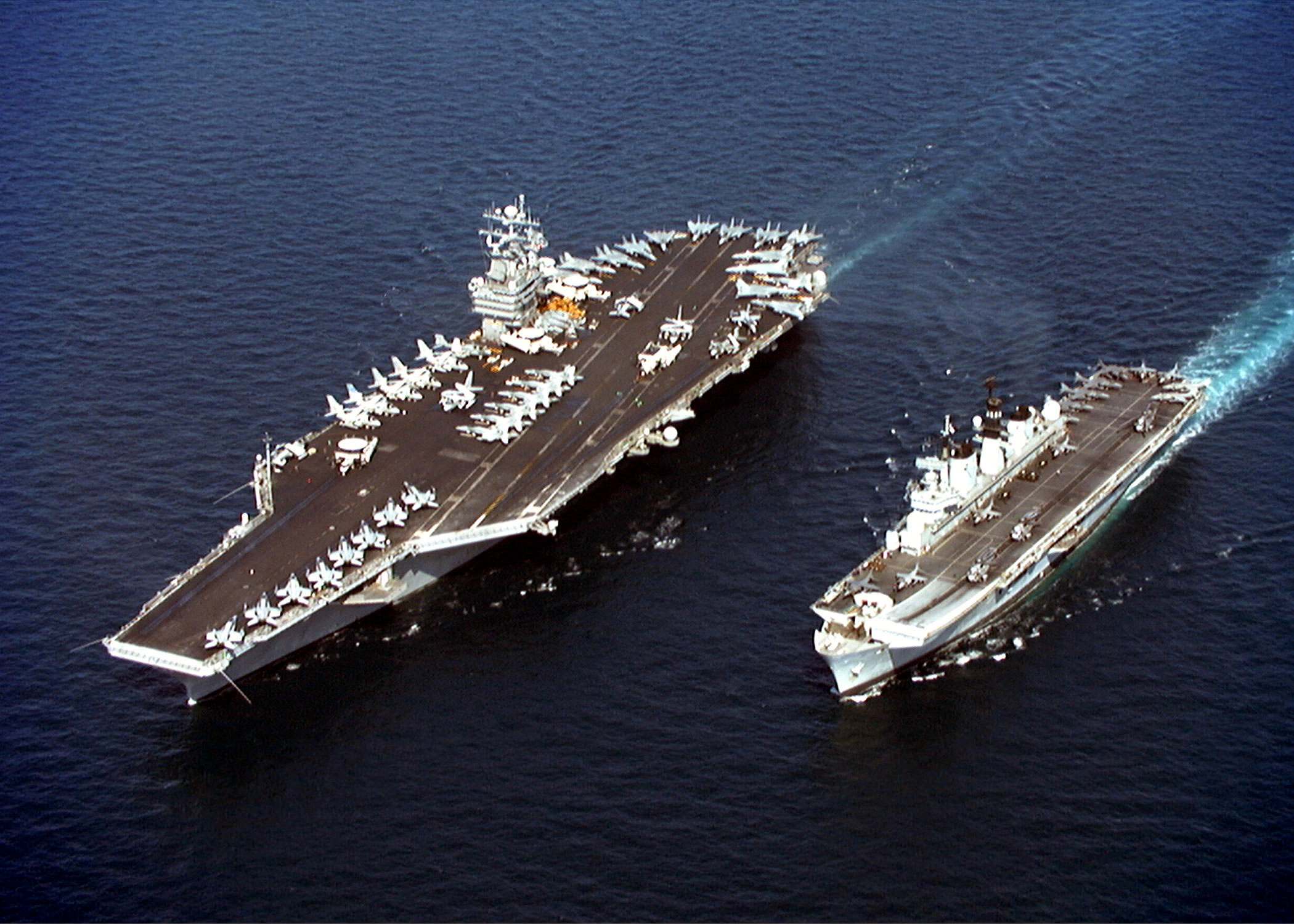
Svaz 2 států

  - Atlântico (A 140) – původně britská vrtulníková výsadková loď HMS Ocean (L12), od listopadu 2020 oficiálně klasifikovaná jako víceúčelová letadlová loď
- Vyřazené letadlové lodě:
  - NAeL Minas Gerais (A11)
  - NAe São Paulo (A12)

Čína
- Letadlové lodě ve službě:
  - Liao-ning
  - Šan-tung

Francie
- Seznam francouzských letadlových lodí
- Letadlové lodě ve službě:
  - Charles de Gaulle (R91)
- Vrtulníkové výsadkové lodě ve službě:
  - Mistral (L9013)
  - Tonnerre (L9014)
  - Dixmude (L9015)

Indie
- Seznam indických letadlových lodí
- Letadlové lodě ve službě:
  - INS Vikramaditya (R33)
- Vyřazené letadlové lodě:
  - INS Viraat (R22)[5]

Itálie
- Seznam italských letadlových lodí
- Letadlové lodě ve službě:
  - Giuseppe Garibaldi (C551)
  - Cavour (C550)
- Nedokončené letadlové lodě:
  - Sparviero
  - Aquila

Japonsko
- Seznam japonských letadlových lodí
- Vrtulníkové torpédoborce ve službě:
  - JDS Hjúga (DDH-181)
  - JDS Ise (DDH-182)
  - JDS Izumo (DDH-183)
  - JDS Kaga (DDH-184)
- Vrtulníkové výsadkové lodě ve službě:
  - JDS Ósumi (LST-4001)
  - JDS Šimokita (LST-4002)
  - JDS Kunisaki (LST-4003)

Jižní Korea
- Vrtulníkové výsadkové lodě ve službě:
  - ROKS Tokdo (LPH-6111)

Kanada
- Vyřazené letadlové lodě:
  - HMCS Magnificent (CVL 21)
  - HMCS Bonaventure (CVL 22)
  - HMCS Warrior

Německo
- Nedokončené letadlové lodě:
  - I (1915)
  - Graf Zeppelin
  - Flugzeugträger B
  - Seydlitz
  - I (1942)

Nizozemsko
- Vyřazené letadlové lodě:
  - Hr. Ms. Karel Doorman (R81)

Rusko
- Seznam ruských a sovětských letadlových lodí
- Letadlové lodě ve službě:
  - Admiral Kuzněcov – momentálně v opravě

Spojené království
- Seznam britských letadlových lodí
  - HMS Queen Elizabeth (R08)
  - HMS Prince of Wales (R09)

Spojené státy americké
- Seznam amerických letadlových lodí
- Seznam amerických lehkých letadlových lodí
- Seznam amerických eskortních letadlových lodí
- Letadlové lodě ve službě:
  - USS Nimitz (CVN-68)
  - USS Dwight D. Eisenhower (CVN-69)
  - USS Carl Vinson (CVN-70)
  - USS Theodore Roosevelt (CVN-71)
  - USS Abraham Lincoln (CVN-72)
  - USS George Washington (CVN-73)
  - USS John C. Stennis (CVN-74)
  - USS Harry S. Truman (CVN-75)
  - USS Ronald Reagan (CVN-76)
  - USS George H. W. Bush (CVN-77)
  - USS Gerald R. Ford (CVN-78)
- Vrtulníkové výsadkové lodě ve službě:
  - USS Wasp (LHD-1)
  - USS Essex (LHD-2)
  - USS Kearsarge (LHD-3)
  - USS Boxer (LHD-4)
  - USS Bataan (LHD-5)
  - USS Bonhomme Richard (LHD-6)
  - USS Iwo Jima (LHD-7)
  - USS Makin Island (LHD-8)
  - USS America (LHA-6)
  - USS Tripoli (LHA-7)

Španělsko
- Letadlové lodě ve službě:
  - Juan Carlos I (L-61)
- Vyřazené letadlové lodě:
  - Dédalo (R-01)
  - Príncipe de Asturias (R-11)

Thajsko
- Letadlové lodě ve službě:
  - HTMS Chakri Naruebet

Turecko
- Letadlové lodě ve službě:
  - TCG Anadolu (L-400)